# Санту-Амару (Баия)
Санту-Амару (порт. Santo Amaro) — муниципалитет в Бразилии, входит в штат Баия. Составная часть мезорегиона Агломерация Салвадор. Входит в экономико-статистический микрорегион Санту-Антониу-ди-Жезус. Население составляет 61 516 человек на 2006 год. Занимает площадь 518,260 км². Плотность населения — 118,7 чел./км².

## История
Город основан в 1557 году.

## Статистика
- Валовой внутренний продукт на 2003 год составляет 205 098 164,00 реалов (данные: Бразильский институт географии и статистики).
- Валовой внутренний продукт на душу населения на 2003 год составляет 3413,13 реалов (данные: Бразильский институт географии и статистики).
- Индекс развития человеческого потенциала на 2000 год составляет 0,684 (данные: Программа развития ООН).